# 前頭直筋
前頭直筋（ぜんとうちょくきん、英語: rectus capitis anterior muscle）は頚部の筋肉のうち、環椎と後頭骨の間を短く繋いでいる小さな筋肉である。両側が機能すると頭を前方に曲げ、片側が機能すると機能側に頭を曲げる作用を持つ。
前頭直筋の起始は、環椎の外側槐と横突起から起こり、後頭骨の底部に停止する。